# Morcote
Morcote es una comuna suiza del cantón del Tesino, situada en el distrito de Lugano, círculo de Carona. Limita al norte con la comuna de Vico Morcote, al este y sureste con Brusino Arsizio, al sur con Porto Ceresio (IT-VA), al oeste con Brusimpiano (IT-VA), y al noroeste con Lugano y Carona.

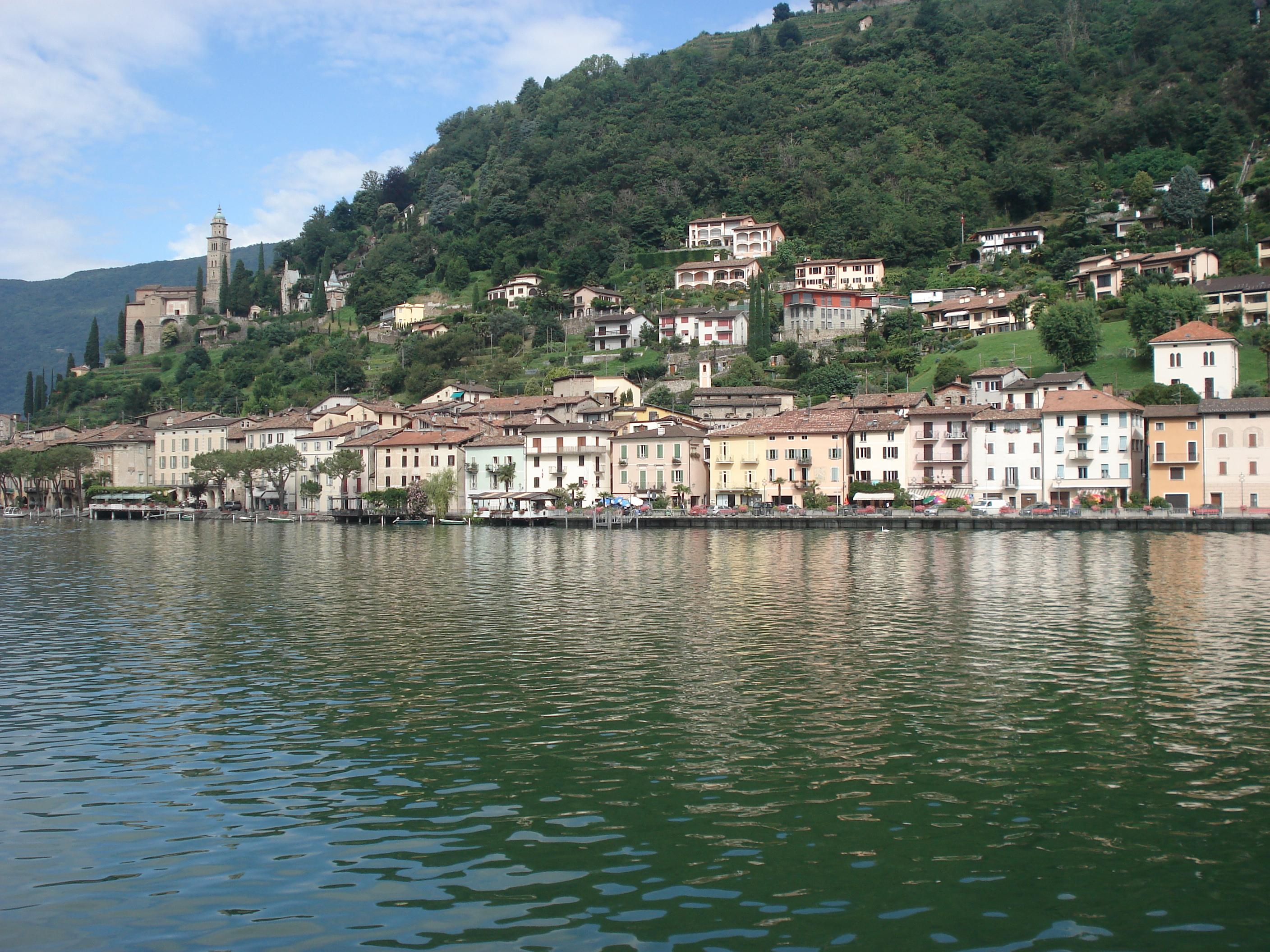
Vista de Morcote desde el lago de Lugano.